# 草湳里
草湳里，為臺中市梧棲區的一個里，位於該區西邊。

## 位置
北邊為安仁里，南邊為永安里、東邊則分別為大莊里、大村里、興農里及永寧里。